# Epistáze

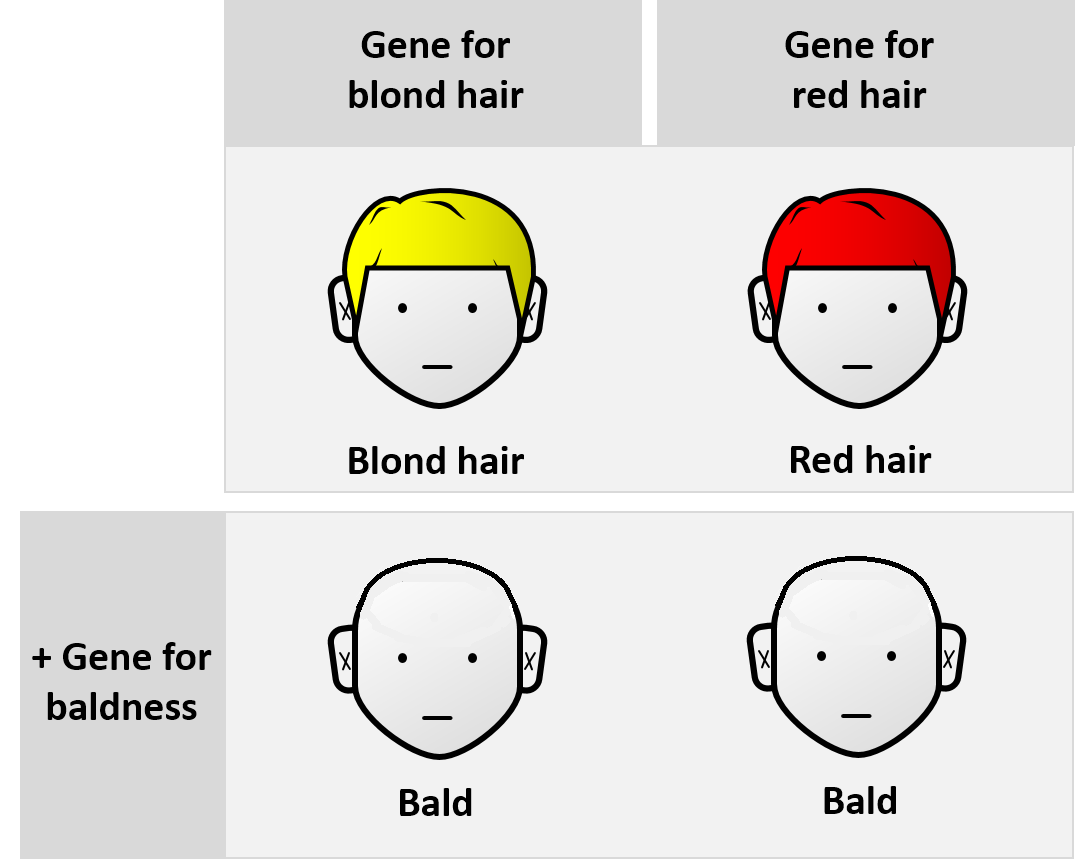
Epistáze v klasické genetice na hypotetickém příkladu s vlasy: „gen pro plešatost“ je epistatický ke genu pro světlé vlasy – logicky, protože u plešatých osob je blonďatost plešatostí maskována

Epistáze v batesonovsko-mendelovské genetice je situace, kdy je aktivita jednoho genu maskována efekty genu jiného. Příkladem je mutace v genu SWI5, která má za následek poruchu v pohlavním rozmnožování kvasinek – tento mutantní efekt se však neprojeví, pokud je zároveň vhodně mutován SIN3 gen. SIN3 je tak epistatický k SWI5. Podobně, máme-li dvě mutace v jedné metabolické dráze, ta z mutací, jež blokuje první krok dráhy, bude epistatická k mutaci, jež blokuje krok následující – ta se totiž při dvojité mutaci vůbec neprojeví (v učebnicovém případě).

## Ve statistické genetice
Poněkud odlišnou definici má termín ve statistické genetice: je to jev, kdy fenotyp dvojitého mutanta (mutanta ve dvou lokusech) nemůže být vysvětlen prostou kombinací obou jednotlivých mutací. Příkladem může být hypotetická situace, kdy mutace A i mutace B jednotlivě snižují odolnost k určité chemické látce o cca 10 % ve srovnání s výchozím (wild-type) stavem, přičemž však dvojitý mutant v A i B má odolnost sníženou o 90 %. Epistáze je příznakem genetické interakce dvou lokusů (genů).

## Základní definice
Epistáze je typ genové interakce, kdy jeden gen překryje fenotypický projev dalších genů. Epistatický gen překryje projev hypostatického genu. Jeden znak je u epistáze kódován více geny (oligogenní, polygenní, multifaktoriální dědičnoost).

Epistáze nemá vliv na genotyp, ale pouze na fenotyp.

Epistatických genů může být víc. Mohou působit jen za určitých okolností. Mohou působit na molekulární úrovni jen v některé fázi tvorby znaku, projeví se jen částečně. Epistáze může být mutace, která se v dalších generacích neprojeví.

Existuje 6 hlavních epistatický interakcí.

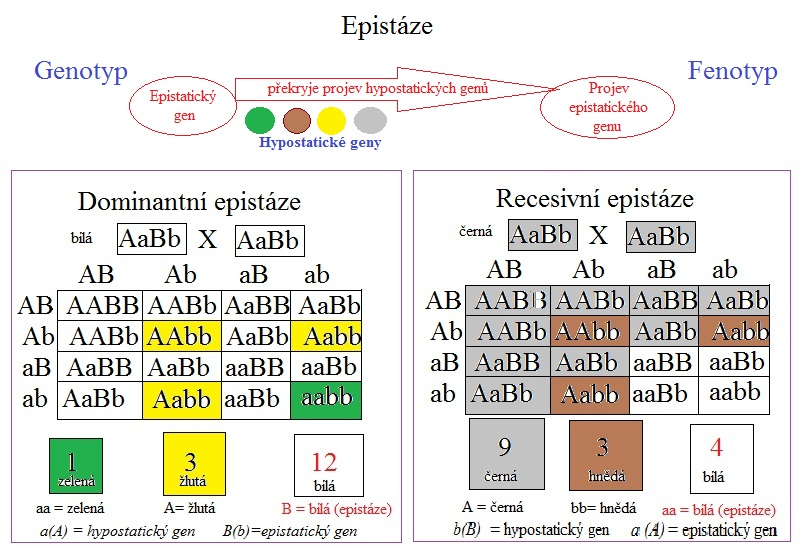
Epistáze a její dědičnost dominantní a recesivní

## 1. Dominantní epistáze - 12:3:1
Dýně může mít barvy založené na dominantní a recesivní alele: zelená (aa), žlutá (AA,Aa). Vedle genu A se vyskytuje i epistatický gen B, který v dominantní formě (BB,Bb) ruší účinek genu A, výsledkem je bílá barva dýně.
Recesivní homozygot (bb) nemá epistatický účinek.
Štěpný poměr 1 (zelená) 3 (žlutá) 12 (bílá - epistáze) je vysvětlen obrázkem.

## 2. Recesivní epistáze - 9:3:4
Myši mohou mít barvy založené na dominantní a recesivní alele: Hnědá (bb), černá (BB,Bb)
Vedle genu B se vyskytuje i epistatický gen A, který ve formě recesivního homozygota (aa) ruší účinek ostatních genů, výsledek je bílá.
Dominantní homozygot (AA) ani heterozygoti (Aa) nemají epistatický účinek.
Štěpný poměr 9(černá) 3 (hnědá) 4 (bílá – epistáze) je vysvětlen obrázkem.

## 3. Komplementární epistáze (duplikátní recesivní epistáze) - 9:7
Je situace, kdy recesivní alely na odlišných lokusech překrývají fenotypický projev dvou dominantních alel na stejných lokusech. Jinými slovy se projeví recesivní homozygot (aa), dominantní alely (AB) jsou potlačeny. Štěpný poměr 9:3:3:1 se změní na 9:7 v F2

## 4. Duplikátní dominantní epistáze - 15:1
Dominantní alely (AB) na odlišných lokusech překryjí účinek všech možných kombinací alel kromě recesivních homozygotů (aabb). Tato situace nastává například u rýže či jiných rostlin, kdy se štěpný poměr pro kombinaci dvou genů 9:3:3:1 mění na poměr 15:1 v F2.
A je epistatické k B nebo b, současně B je epistatické k A nebo a.

## 5. Inhibice (dominant inhibitory epistasis) – 13:3
Dominantní alela na jednom lokusu zabraňuje projevům jak dominantní tak recesivní alely na jiném lokusu.

## 6.Polymerická interakce genů (polymeric gene interaction)- 9:6:1
Dvě dominantní alely (A,B) mají standardní efekt, pokud jsou separovány, ale pokud jsou spolu (AABB, AaBb,) získají zesílený (odlišný) efekt.